# Club Atlético Gorriti
El Club Atlético Gorriti es una institución deportiva de la provincia de Jujuy, en Argentina. Fue fundado el 10 de noviembre de 1937 en la ciudad de San Salvador de Jujuy y sus principales actividades deportivas son el fútbol y el baloncesto. 
En la primera disciplina, se destaca su primera división de fútbol masculino, la cual además de pertenecer a la Liga Jujeña de Fútbol, tuvo participaciones a nivel nacional, compitiendo en los campeonatos de ascenso para clubes indirectamente afiliados a la Asociación del Fútbol Argentino. En esta disciplina, el club obtuvo 3 campeonatos liguistas en 1960, 1992 y 1999. Asimismo, en 1959 fue invitado por el Consejo Federal del Fútbol Argentino, para competir en el Campeonato de Campeones de la República Argentina, como representante de Jujuy, a pesar de no haberse disputado el campeonato de la Liga Jujeña. Pese a la invitación, finalmente Gorriti no se presentó en el torneo y terminó siendo derrotado ante Atlético Tucumán.  
Mientras que en el básquet se destacan sus equipos masculino y femenino, los cuales también tuvieron participaciones en certámenes nacionales.
En materia futbolística, oficia de local en el Estadio Fausto Tejerina,ubicado junto a toda la sede institucional del club sobre la Avenida El Éxodo y Calle Pueyrredón, a escasas cuadras del Estadio 23 de Agosto del Club de Gimnasia y Esgrima. En tanto que en la fachada principal de la sede social, sobre la Avenida El Éxodo, se destaca su estadio cubierto, adaptado para la práctica de disciplinas como el baloncesto, el balonmano o el voleibol.

## Historia
El Club Atlético Gorriti, fue fundado el 10 de noviembre de 1937, en la ciudad de San Salvador de Jujuy, provincia de Jujuy. Su nombre lo debe al haber sido fundado en el Barrio Bajo Gorriti de la ciudad, teniendo su primera sede en un solar ubicado sobre la calle Juana Manuela Gorriti. Si bien el club había sido fundado en 1937, sus primeras reuniones dirigenciales datan de 1942, cuando en el almacén de don José Fermoselle, se buscaba darle forma y personería a la institución. De esta manera, en 1948 se firmó el primer acta institucional del club, por el cual se oficializaba el desarrollo de sus principales disciplinas deportivas, como el fútbol, gimnasia artística, taekwondo, vóley, balonmano, etc. Actividades que se siguen desarrollando en la actualidad. Al mismo tiempo, el predio era utilizado para la práctica de los primeros partidos de basquetbol y el desarrollo de bailes, kermesses y otras actividades de índole social.
Durante la década de 1950, Gorriti vivió su máxima expansión, gracias al accionar de los dirigentes Fausto Tejerina y Narciso Alarcón, quienes impulsaron una serie de proyectos para hacer crecer al club, a la vez de comenzar a hacerse un lugar en la sociedad, como semillero de grandes figuras del boxeo, resaltando las figuras de Ricardo Vercellino, Argentino Aguiar, Rufino Díaz, Lorenzo Vega y los hermanos Claros, entre otros. Pero lo mejor llegaría unos años después, con la venta del arquero Manuel Ovejero al Club Atlético River Plate de Buenos Aires, ya que con el dinero obtenido se comenzaron las obras de levantamiento de un nuevo estadio, situación que se vio facilitada con la firma por parte del entonces gobernador Horacio Guzmán, del decreto de cesión de 2 hectáreas ubicadas en el terreno delimitado por las Avenidas El Éxodo y Pueyrredón y la calle Esteban Echeverría, lindante con el Palacio Municipal. lo que posibilitó la construcción y posterior inauguración del nuevo estadio del club, que años más tarde fue bautizado con el nombre de su principal impulsor, Fausto Tejerina.

## Participaciones nacionales

### Fútbol
- Campeonato de Campeones de la República Argentina (única): 1959 (no se presentó).[nota 1]
- Torneo del Interior (4): 2007 (Eliminado en la primera fase, zona 19), 2008 (Eliminado en la primera ronda de la segunda fase, por el primer ascenso), 2011 (Eliminado en octavos de final de la segunda fase, por el primer ascenso), 2013 (Eliminado en la segunda ronda de la segunda fase, por el primer ascenso).[7]

## Palmarés

### Fútbol
- Liga Jujeña de Fútbol (3): 1960, 1992 y 1999.

### Basquetbol
- Copa Jujuy (2): 2019,[8] 2021.[9]

## Rivalidades

### Club Deportivo Luján
Con el Club Deportivo Luján, Gorriti mantiene una rivalidad motivada por la cercanía física de las áreas de influencia de ambos clubes. El mismo se debe por la proximidad de los barrios Bajo Gorriti (territorio del Club Gorriti) y Luján (territorio del Deportivo Luján), lo que provoca que las sedes sociales de ambos clubes se encuentren a escasas cuadras una de otra. La rivalidad se extiende en las distintas disciplinas deportivas en las que se enfrentan, teniendo sus principales episodios en el ámbito del fútbol y el básquet de la ciudad.  

### Club Atlético Cuyaya
Con el Club Atlético Cuyaya, Gorriti sostiene una de las rivalidades más antiguas de la Liga Jujeña. Representantes de barrios vecinos como el Barrio Cuyayá y el Bajo Gorriti, ambas entidades protagonizan el llamado "Clásico bandeño", ya que sus áreas de influencia se encuentran aledañas a la ribera o "banda" sur del río Xibi-Xibi. Los duelos comenzaron desde los albores mismos de ambas entidades, ya que fueron fundadas con pocos meses de diferencia, en el año 1937, siendo Cuyaya fundado el 15 de junio y Gorriti el 10 de noviembre. La cercanía de sus respectivos barrios fue a su vez uno de los fundamentos que motivó esta rivalidad. Pese a ello y con el paso del tiempo, la misma comenzó a quedar relegada tras la aparición del club General Lavalle (del barrio Mariano Moreno), contra el cual Cuyaya desarrolla su máxima rivalidad,  y del Deportivo Luján (del Barrio Luján) que se terminaría convirtiendo en el máximo rival de Gorriti.

### Gimnasia de Jujuy
La cercanía física entre los estadios de Gorriti y Gimnasia de Jujuy, son condimentos de un duelo particular entre ambos clubes, cuyas sedes sociales se encuentran a escasos 300 metros sobre la Avenida El Éxodo. A esta rivalidad se la conoce como el "Clásico de la Avenida El Éxodo", la cual sin embargo solamente presentó episodios a nivel de la Liga Jujeña de Fútbol. A pesar de los condimentos que presenta este encuentro, el mismo es tomado por las parcialidades de ambos clubes como una rivalidad menor, ya que la parcialidad de Gimnasia ve en Altos Hornos Zapla y Talleres de Perico a sus clásicos rivales de liga, mientras que Gorriti considera en ese rubro al Deportivo Luján y al Atlético Cuyaya.

### Talleres de Perico
En materia de basquetbol, Gorriti supo tener amplias participaciones a nivel regional y nacional en categorías de ascenso, donde enarboló una fuerte rivalidad contra el Club Atlético Talleres de Perico, desarrollando duelos en los Torneos Regionales de Basquetbol.